# Game Composites GB1 GameBird
Die Game Composites GB1 GameBird ist ein einmotoriges doppelsitziges Kunstflugzeug, das von Philipp Steinbach gemeinsam mit Jing Dai und Robert Finney konstruiert wurde und beim britischen Hersteller Game Composites gebaut wird.

## Geschichte
Das Flugzeugprojekt begann im Jahr 2013 mit dem Ziel, ein Kunstflugzeug der unlimited-Klasse mit etwa 1.000 NM (ca. 1.850 km) Reichweite zu entwerfen. Philipp Steinbach und Steuart Walton gründeten die Firma Game Composites und bauten am Flugplatz Wickenby bis zum Juni 2015 zwei Flugzeuge. Das erste diente Belastungstests, das zweite wurde der fliegende Prototyp. Die GB1 GameBird flog nach etwa zwei Jahren Entwicklungszeit am 15. Juli 2015 zum ersten Mal und wurde bei der Flying Legends Airshow in England öffentlich präsentiert.
Im Oktober 2016 wurde eine Produktionsstätte in Bentonville in Betrieb genommen und dort im Jahr 2018 die Serienproduktion gestartet.
Die GB1 erhielt am 12. April 2017 die Musterzulassung durch die EASA und am 29. August 2017 durch die FAA.

## Konstruktion
Der aus kohlenstofffaserverstärktem Kunststoff (CFK) gebaute Tiefdecker mit Kreuzleitwerk hat ein starres Hauptfahrwerk mit steuerbarem Spornrad. Die einteilige Acrylglashaube ist optional für einen einsitzigen Betrieb verkleinert erhältlich, ein Gepäckfach hinter dem Cockpit ist bis zu 15 kg beladbar.

## Technische Daten
| Kenngröße                 | Daten                                              |
| ------------------------- | -------------------------------------------------- |
| Besatzung                 | 1                                                  |
| Passagiere                | 1                                                  |
| Länge                     | 6,90 m                                             |
| Spannweite                | 7,70 m                                             |
| Höhe                      | 2,56 m                                             |
| Flügelfläche              | 11,3 m²                                            |
| Flügelstreckung           | 5,2 (gerechnet)                                    |
| Leermasse                 | 1.290 lb (585 kg)                                  |
| max. Startmasse           | 999 kg                                             |
| Höchstgeschwindigkeit     | 234 kn (433 km/h)                                  |
| max. Reisegeschwindigkeit | 200 kn (370 km/h)                                  |
| Manövergeschwindigkeit    | 175 kn (324 km/h)                                  |
| Dienstgipfelhöhe          | 15.000 ft (ca. 4.570 m)                            |
| Treibstoffmenge           | 311 l (Rumpftank 95 l, Tragflächentanks 2 × 108 l) |
| Reichweite                | 1.000 NM (ca. 1.850 km)                            |
| Rollrate                  | 400°/s                                             |
| Lastvielfache             | ±10g bei Startmasse bis 880 kg, sonst ±6g          |
| Triebwerk                 | ein Lycoming AEIO 580 B1A, 225 kW (ca. 310 PS)     |
| Propeller                 | 4-Blatt MTV-14-B-C/C190-130; 1,90 m Propellerkreis |